# Irmingerova struja
Irmingerova struja je topla morska struja u sjevernom Atlantiku.

## Putanja i djelovanje
Na putu od Sjeverne Amerike prema Europi, Golfska struja se dijeli na Irmingerovu, Sjevernoatlantsku i Norvešku struju. Ovo dijeljenje događa se na jednom od atlantskih hrbata koji se pruža između Škotske i Islanda. Irmingerovom strujom teče relativno topla struja od oko 5°C na sjever u područje zapadno od Islanda. Rezultat ove struje su veliko bogatstvo ribom voda kod Islanda.

## Ime
Ova struja je, kao i Irmingerovo more, ime dobila po danskom kapetanu i kasnijem viceadmiralu Carlu Ludvigu Irmingeru (1802. – 1888.). On je istraživao morske struje sjevernog Atlantika i kao prvi 1853. opisao ovu granu Golfske struje koja je, 1878., nazvana po njemu.
vidjeti i:
- morske struje
- termohalinska cirkulacija

## Poveznice
- Shematski prikaz važnijih morskih struja